# Kapelle (Weinried)

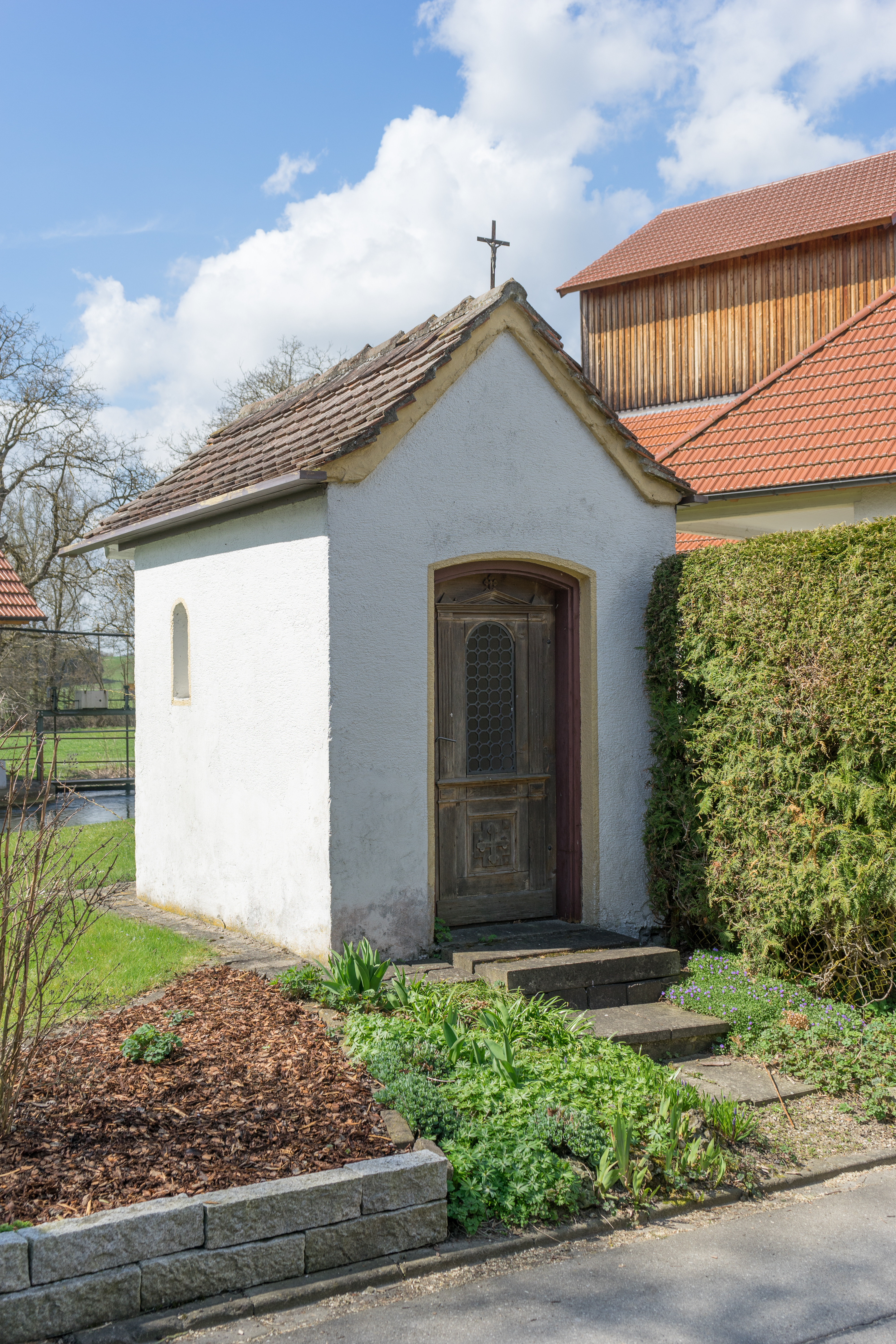
Außenansicht der Kapelle

Die römisch-katholische Kapelle befindet sich in Weinried, einem Ortsteil der Gemeinde Oberschönegg im Landkreis Unterallgäu (Bayern). Die im 18. Jahrhundert erbaute Kapelle steht unter Denkmalschutz.

## Baubeschreibung
Die Kapelle ist ein schmaler, längsrechteckiger Bau mit einem ebenso rechteckigen Schluss an der Westseite. Eine Stichbogentür an der Ostseite bildet den Zugang zur Kapelle. An beiden Längsseiten befindet sich jeweils ein kleines Rundbogenfenster. Gedeckt ist der Kapellenbau mit einem Satteldach, innen ist eine Flachtonne als Decke vorhanden.

## Ausstattung
Der Altar im Westen der Kapelle besteht aus zwei Rundbogennischen. In der oberen befindet sich der zweisäulige Altar aus Holz. Dieser ist gefasst und stammt aus der Zeit um 1800. Das Ölbild mit der Darstellung des Abschieds Jesu von Maria und seinen Jüngern stammt aus der gleichen Zeit. Die untere Rundbogennische wird durch ein Rautengitter abgeschlossen. Dahinter befinden sich zwei Holzfiguren. Dort ist ein volkstümlich ausgeführter kniender, gegeißelter Heiland, welcher mit Wundmalen bedeckt ist. Die Figur stammt aus der ersten Hälfte des 18. Jahrhunderts. Daneben ist in der Nische noch eine Pietà aufgestellt. Diese ist auf der Rückseite mit 1744 bezeichnet.